# Катрин Байби
Катрин Байби (на английски: Catherine Bybee) е американска писателка, авторка на произведения в жанровете съвременен и паранормален любовен роман, фентъзи и романтичен трилър.

## Биография и творчество
Катрин Байби е родена на 1 май 1968 г. в Калифорния, САЩ. Израства в щата Вашингтон. Тормозена като дете и тийнейджър, тя намира утеха в четенето на романтична литература. След като завършва гимназия, се премества в Южна Калифорния с надеждата да работи в киното, но работи като сервитьорка. Неуспявайки да получи роля, се обучава за регистрирана медицинска сестра.
По-голямата част от кариерата си в медицината работи в градските спешни отделения. След като получава травма на гръбнака, в продължение на 7 години претърпява множество операции. По време на възстановяването си решава да започне да пише.
Първият ѝ роман „Обвързани обети“ (Binding Vows) от поредицата „Пътуване във времето на Макензи“ е издаден през 2009 г. Публикува общо 10 книги в малко издателство в жанра паранормален любовен роман, които нямат особен успех.
Пробивът в писателската ѝ кариера идва през 2011 г. с романа „Съпруга до сряда“ от поредицата „Булки от седмицата“. Романът става бестселър в списъка на „Ню Йорк Таймс“ и я прави известна.
През 2021 г. с романа „Промяна на правилата“ (Changing the Rules) от поредицата „Рихтер“ се насочва към жанра на романтичния трилър.
Произведенията на писателката попадат в списъците на бестселърите. Те са преведени на над 20 езика и са издадени в над 10 милиона екземпляра по света.
Катрин Байби живее в Сан Диего.

## Произведения

### Серия „Пътуване във времето на Макензи“ (MacCoinnich Time Travel)
1. Binding Vows (2009)
2. Silent Vows (2010) – награда „Повече от магия“
3. Redeeming Vows (2010)
4. Highland Shifter (2012)
5. Highland Protector (2013)

### Серия „Върколаците Ритър“ (Ritter Werewolves)
1. Before the Moon Rises (2010)
2. Embracing the Wolf (2012)

### Серия „Булки от седмицата“ (Weekday Brides)
1. Wife by Wednesday (2011)
Съпруга до сряда, изд.: „Ергон“, София (2019), прев. Диана Райкова
2. Married by Monday (2012)
Женени до понеделник, изд.: „Ергон“, София (2020), прев. Диана Райкова
3. Fiance by Friday (2013) – награда на списание „Romantic Times“
Годеница до петък, изд.: „Ергон“, София (2020), прев. Диана Райкова
4. Single by Saturday (2014)
Неомъжена до събота, изд.: „Ергон“, София (2021), прев. Диана Райкова
5. Taken by Tuesday (2014)
6. Seduced by Sunday (2015)
7. Treasured by Thursday (2015)

### Серия „Не съвсем“ (Not Quite)
1. Not Quite Dating (2012)
Не точно среща, изд.: „Ергон“, София (2019), прев. Мирела Стефанова
2. Not Quite Mine (2013)
Не точно моя, изд.: „Ергон“, София (2019), прев. Мирела Стефанова
3. Not Quite Enough (2013)
Никога не е достатъчно, изд.: „Ергон“, София (2020), прев. Мирела Стефанова
4. Not Quite Forever (2014)
5. Not Quite Perfect (2016)
6. Not Quite Crazy (2018)

### Серия „Най-вероятно“ (Most Likely To)
1. Doing It Over (2016)
2. Staying For Good (2017)
3. Making It Right (2017)

### Серия „Първи съпруги“ (First Wives)
1. Fool Me Once (2017)
2. Half Empty (2018)
3. Chasing Shadows (2018)
4. Faking Forever (2019)
5. Say It Again (2019)

### Серия „Каньонът на Крийк“ (Creek Canyon)
1. My Way To You (2020)
2. Home to Me (2020)
3. Everything Changes (2020)

### Серия „Рихтер“ (Richter)
1. Changing the Rules (2021)
2. A Thin Disguise (2021)
3. An Unexpected Distraction (2021)

### Новели
- Kilt Worthy (2009)
- Soul Mate (2009)
- Possessive (2011)